# Thermoniphas trypherota
Thermoniphas trypherota är en fjärilsart som beskrevs av Bethune-Baker 1909. Thermoniphas trypherota ingår i släktet Thermoniphas och familjen juvelvingar. Inga underarter finns listade i Catalogue of Life.